# Komuna e Fushë Bulqizës
Komuna e Fushë Bulqizës är en kommundel och tidigare kommun i Albanien.   Den ligger i prefekturen Qarku i Dibrës, i den norra delen av landet, 40 km öster om huvudstaden Tirana.
Omgivningarna runt Komuna e Fushë Bulqizës är en mosaik av jordbruksmark och naturlig växtlighet.  Runt Komuna e Fushë Bulqizës är det ganska tätbefolkat, med 75 invånare per kvadratkilometer.